# Zé Celso
Zé Celso, pseudonimo di José Celso Martinez Corrêa (Araraquara, 30 marzo 1937 – San Paolo, 6 luglio 2023), è stato un regista teatrale, attore e drammaturgo brasiliano.
Era principalmente conosciuto per essere uno dei fondatori del Teatro Oficina, una compagnia teatrale fondata alla fine degli anni '50 a San Paolo, il cui lavoro è stato talvolta considerato "orgiastico e antropofago".

## Biografia

### Origini e formazione
Figlio di Jorge Borges Corrêa e Angela Martinez Corrêa, José Celso nacque ad Araraquara, nell'entroterra dello stato di San Paolo da una famiglia di origine portoghese, spagnola e italiana. Da adolescente fondò il "Centro Culturale Alberto Torres do Movimento Águia Branca", di carattere integralista, anche se successivamente si spostò verso la corrente nazionalista dell'Instituto Superior de Estudos Brasileiros, fino a passare ad un'altra tendenza intellettuale, con la lettura di alcuni testi di Jean-Paul Sartre.
Dal 1955 al 1960 entrò nella facoltà di giurisprudenza dell'Università di San Paolo senza tuttavia finire gli studi. Fu però durante questo corso universitario presso l'USP che il drammaturgo fondò il Teatro Oficina.

### Carriera teatrale
Il suo percorso teatrale iniziò tra la fine degli anni '50 e l'inizio dei '60 quando Zé Celso diresse l'importante Teatro Oficina, compagnia formatasi in seno alla facoltà di giurisprudenza dell'Università di San Paolo, dove egli dimostrò la sua inquietudine e irriverenza realizzando un lavoro innovativo. Mise in scena alcune rappresentazioni come Petit Bourgeois (1963), un'opera teatrale  concentrata sulla Russia alla vigilia della sua rivoluzione del 1917 e che mette in luce numerosi punti di contatto con la realtà nazionale prima del colpo di stato militare del 1964. Petit Bourgeois, sebbene sospeso nell'aprile 1964 dal governo militare appena insediatosi, valse a José Celso tutti i premi per la migliore regia dell'anno e la critica la considerò la rappresentazione teatrale perfetta del teatro brasiliano, al punto che lo spettacolo tornò sul palco il mese successivo.
Fu nel 1958 che Celso esordì professionalmente in teatro con una sua opera teatrale, Vento Forte para Papagaio Subir, seguita l'anno successivo da A Incubadeira. Nel 1960 mise in scena The Gear, in cui rese omaggio a Jean-Paul Sartre, in visita nel Paese in quel periodo; l'opera fu tradotta e adattata insieme ad Augusto Boal. Per Zé Celso e la sua troupe, il 1961 fu l'anno della svolta: il Teatro Oficina inaugurò la sua fase professionale con una sala da concerto in affitto in Rua Jaceguai. La società era composta dai soci Renato Borghi, Ronaldo Daniel (divenuto poi un regista importante in Inghilterra, col nome d'arte Ronald Daniels), Paulo de Tarso e Jairo Arco e Flexa.
Il debutto di José Celso come regista avvenne con l'allestimento di A Vida Impressa em Dólar, di Clifford Odetts; lo spettacolo gli valse il premio come miglior regista esordiente dell'Associazione dei Critici Teatrali di San Paolo. Dopo aver messo in scena Ogni angelo è tremendo, nel 1962, la compagnia presentò Pequenos Burgueses, di Massimo Gorki, che ebbe un'enorme ripercussione. L'opera fece vincere a José Celso tutti i premi come miglior regista dell'anno.
Interessato agli eventi culturali, artistici e politici, Zé Celso alternò cinema e teatro. Nel 2007 fu nel cast di Encarnação do Demonio (2007), di José Mojica Marins.
Sperimentando modi audaci di produrre uno spettacolo teatrale, Zé Celso fu acclamato anche dalla critica internazionale. La sua opera teatrale Os Sertões venne messa in scena nel 2005 a Berlino, causando una serie di polemiche nella capitale tedesca a causa della presenza di contenuti di nudo in alcune scene. La stampa locale parlò di "teatro porno".
Negli anni 2000 si batté contro il Gruppo Silvio Santos, che intendeva realizzare uno sviluppo commerciale proprio accanto del Teatro Oficina. La disputa si trascinò per anni, con Zé Celso che comunque precisò sempre di non nutrire risentimento personale contro Silvio Santos.

### Morte
Il 4 luglio 2023 rimase coinvolto in un incendio scoppiato nel suo appartamento situato nel quartiere di Paraíso a San Paolo, riportando ustioni sul 53% del corpo. Viene quindi ricoverato nel reparto di terapia intensiva dell'Hospital das Clínicas, dove fu intubato e sottoposto ad intervento chirurgico, ma morì due giorni dopo all'età di 86 anni.

## Vita privata
Omosessuale dichiarato, Celso ebbe per quarant'anni una relazione con l'attore Marcelo Drummond, che sposò in una cerimonia ufficiale tenutasi al Teatro Oficina nel giugno 2023, un mese prima della sua morte.